# První divize 1931/1932
Soutěžní ročník Prima Divisione 1931/1932 byl 4. ročník třetí nejvyšší italské fotbalové ligy. Konal se od 4. října 1931 do 2. července 1932. Postup do druhé ligy si vybojovaly kluby Giovanni Grion, Messina a Sampierdarenese.
Kluby již nebyly rozděleny na Severní (Nord) a Jižní (Sud) části jako v minulé sezoně, ale již nově do šesti skupin z celé Itálie. Ještě před zahájení sezony se několik týmů rozhodlo sloučit mezi sebou: Esperia s Ponzianini na Ponziana Terst a Portuale Livorno s Livornem.
Z minulé sezony díky rozšíření soutěže na 90 klubů, nesestoupilo Carpi, Littorio Florencie, Clarense, Codogno, Savoia, Bagnolese a Terni. Postupující z Druhé divize (4. liga) byly Mestrina, Schio, Lonigo, Russi, Montevarchi, Trevigliese, Intra, Galliatese, Vis Nova, Pontedecimo, Andrea Doria, Emilio Bianchi, Sempre Avanti, Grosseto, Robur, Arezzo, Torres a Peloro. Ze Serie B (2. liga) byly Lucchese, Derthona a Sampierdarenese.
V základní části se 90 klubů rozdělilo do šesti skupin a do finálových tří skupin postoupilo vždy první dva kluby ze své skupiny. Vítěz své finálové skupiny postoupil do Serie B. Sestupující se staly kluby, které se umístili na posledním dvou místech. Nakonec jen sestoupilo jen Dolo, Lonigo, Acqui a Macerata. Zbylé kluby které měly sestoupit byly opět díky reorganizaci soutěží ponechány v lize.

## Základní část
| Skupina A | Skupina A             | Skupina A | Skupina B | Skupina B            | Skupina B | Skupina C | Skupina C     | Skupina C |
| Pořadí    | Klub                  | Body      | Pořadí    | Klub                 | Body      | Pořadí    | Klub          | Body      |
| 1.        | SPAL                  | 35        | 1.        | Forli                | 44        | 1.        | Seregno       | 41        |
| 2.        | Giovanni Grion        | 32        | 2.        | Pavia                | 40        | 2.        | Saronno       | 38        |
| 3.        | Mantova               | 31        | 3.        | Prato                | 35        | 3.        | Lecco         | 38        |
| 4.        | Fiumana               | 29        | 4.        | Reggiana             | 29        | 4.        | Monza         | 35        |
| 5.        | Ponziana              | 28        | 5.        | Codogno              | 27        | 5.        | Pro Lissone   | 32        |
| 6.        | Treviso               | 27        | 6.        | Piacenza             | 26        | 6.        | Clarense      | 31        |
| 7.        | Vicenza               | 25        | 7.        | Montevarchi          | 24        | 7.        | Gallaratese   | 30        |
| 8.        | Rovigo                | 25        | 8.        | Vogherese (-1 bod)   | 22        | 8.        | Varese        | 27        |
| 9.        | Pro Gorizia           | 21        | 9.        | Ravenna              | 22        | 9.        | Galliatese    | 27        |
| 10.       | Mestrina              | 20        | 10.       | Faenza               | 21        | 10.       | Biellese      | 26        |
| 11.       | Thiene (-1 bod)       | 20        | 11.       | Carpi (-2 body)      | 19        | 11.       | Vis Nova      | 25        |
| 12.       | Schio                 | 11        | 12.       | Fiorenzuola (-1 bod) | 19        | 12.       | Intra         | 24        |
| 13.       | Mirandolese (-2 body) | 5         | 13.       | Fanfulla             | 14        | 13.       | Crema         | 21        |
| 14.       | Dolo                  | 0*        | 14.       | Russi                | 15        | 14.       | Trevigliese   | 14        |
| 15.       | Lonigo                | 0*        | 15.       | Littorio Florencie   | 0*        | 15.       | Abbiategrasso | 11        |

Poznámky
- za výhru 2 body, za remízu 1 bod, za prohru 0 bodů.
- při rovnosti bodů rozhodovalo skóre.
- kluby Saronno a Lecco odehrály utkání o druhé místo. Utkání skončilo 3:2 pro Saronno.
- kluby Dolo, Lonigo, Littorio Florencie odstoupily ze soutěže během sezony.
- kluby Russi, Trevigliese, Abbiategrasso zůstaly díky administrativě v soutěži.

| Skupina D | Skupina D        | Skupina D | Skupina E | Skupina E                 | Skupina E | Skupina F | Skupina F            | Skupina F |
| Pořadí    | Klub             | Body      | Pořadí    | Klub                      | Body      | Pořadí    | Klub                 | Body      |
| 1.        | Savona           | 42        | 1.        | Perugia                   | 38        | 1.        | Salernitana          | 43        |
| 2.        | Sampierdarenese  | 41        | 2.        | Foggia                    | 35        | 2.        | Messina              | 41        |
| 3.        | Rapallo Ruentes  | 34        | 3.        | Foligno                   | 34        | 3.        | Siracusa             | 37        |
| 4.        | Empoli           | 33        | 4.        | Terni                     | 31        | 4.        | Savoia               | 37        |
| 5.        | Andrea Doria     | 33        | 5.        | Torres                    | 30        | 5.        | Taranto              | 35        |
| 6.        | Derthona         | 32        | 6.        | Grosseto                  | 28        | 6.        | Catania              | 34        |
| 7.        | Pisa             | 31        | 7.        | Sempre Avanti             | 26        | 7.        | Reggina              | 34        |
| 8.        | Ventimiglia      | 31        | 8.        | Arezzo                    | 26        | 8.        | Cosenza              | 33        |
| 9.        | VP Viareggio     | 31        | 9.        | Robur                     | 25        | 9.        | Catanzarese (-1 bod) | 26        |
| 10.       | Carrarese        | 29        | 10.       | Ascoli (-1 bod)           | 21        | 10.       | Molfetta             | 25        |
| 11.       | Lucchese         | 29        | 11.       | Littorio Vomero (-2 body) | 19        | 11.       | Trani (-1 bod)       | 23        |
| 12.       | Rivarolese       | 27        | 12.       | Anconitana (-1 bod)       | 19        | 12.       | Bagnolese (-1 bod)   | 16        |
| 13.       | Sestrese         | 26        | 13.       | Emilio Bianchi            | 14        | 13.       | Peloro (-1 bod)      | 14        |
| 14.       | Imperia (-1 bod) | 22        | 14.       | Gladiator (-2 body)       | 12        | 14.       | Angri (-1 bod)       | 10        |
| 15.       | Acqui            | 19        | 15.       | Macerata                  | 0*        | 15.       | Stabiese (-2 body)   | 5         |
| 16.       | Pontedecimo      | 18        |           |                           |           |           |                      |           |

Poznámky
- za výhru 2 body, za remízu 1 bod, za prohru 0 bodů.
- při rovnosti bodů rozhodovalo skóre.
- klub Macerata odstoupil ze soutěže během sezony.
- kluby Pontedecimo, Gladiator, Angri a Stabiese zůstaly díky administrativě v soutěži.

|  | Postup do finálové skupiny |
|  | Sestup do 4. ligy          |

## Finále
| Skupina A | Skupina A      | Skupina A | Skupina B | Skupina B | Skupina B | Skupina C | Skupina C        | Skupina C |
| Pořadí    | Klub           | Body      | Pořadí    | Klub      | Body      | Pořadí    | Klub             | Body      |
| 1.        | Giovanni Grion | 7         | 1.        | Messina   | 6         | 1.        | Sampierdarenese  | 9         |
| 2.        | Foggia         | 6         | 2.        | SPAL      | 4         | 2.        | Perugia          | 8         |
| 3.        | Salernitana    | 6         | 3.        | Savona    | 2         | 3.        | Pavia            | 6         |
| 4.        | Forli          | 5         | 4.        | Saronno   | 0*        | 4.        | Seregno (-1 bod) | 0         |

Poznámky
- za výhru 2 body, za remízu 1 bod, za prohru 0 bodů.
- při rovnosti bodů rozhodovalo skóre.
- klub Saronno odstoupil před zahájení.

|  | Postup do 2. ligy |